# Touzac (Lot)
Touzac ist eine französische Gemeinde mit 361 Einwohnern (Stand 1. Januar 2022) im Département Lot in der Region Okzitanien. Sie gehört zum Kanton Puy-l’Évêque und zum Arrondissement Cahors. 
Sie grenzt im Norden an Duravel, im Osten an Vire-sur-Lot, im Süden an Lacapelle-Cabanac, im Südwesten an Mauroux und im Westen an Soturac.

## Bevölkerungsentwicklung

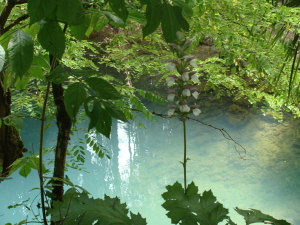
Blaue Quelle in Touzac

| Jahr      | 1962 | 1968 | 1975 | 1982 | 1990 | 1999 | 2008 | 2018 |
| --------- | ---- | ---- | ---- | ---- | ---- | ---- | ---- | ---- |
| Einwohner | 376  | 406  | 382  | 417  | 412  | 341  | 351  | 372  |